# Dipseudopsis nieuwenhuisi
Dipseudopsis nieuwenhuisi är en nattsländeart som beskrevs av Georg Ulmer 1909. Dipseudopsis nieuwenhuisi ingår i släktet Dipseudopsis och familjen Dipseudopsidae. Inga underarter finns listade i Catalogue of Life.